# St. Willibald (Weißenburg)

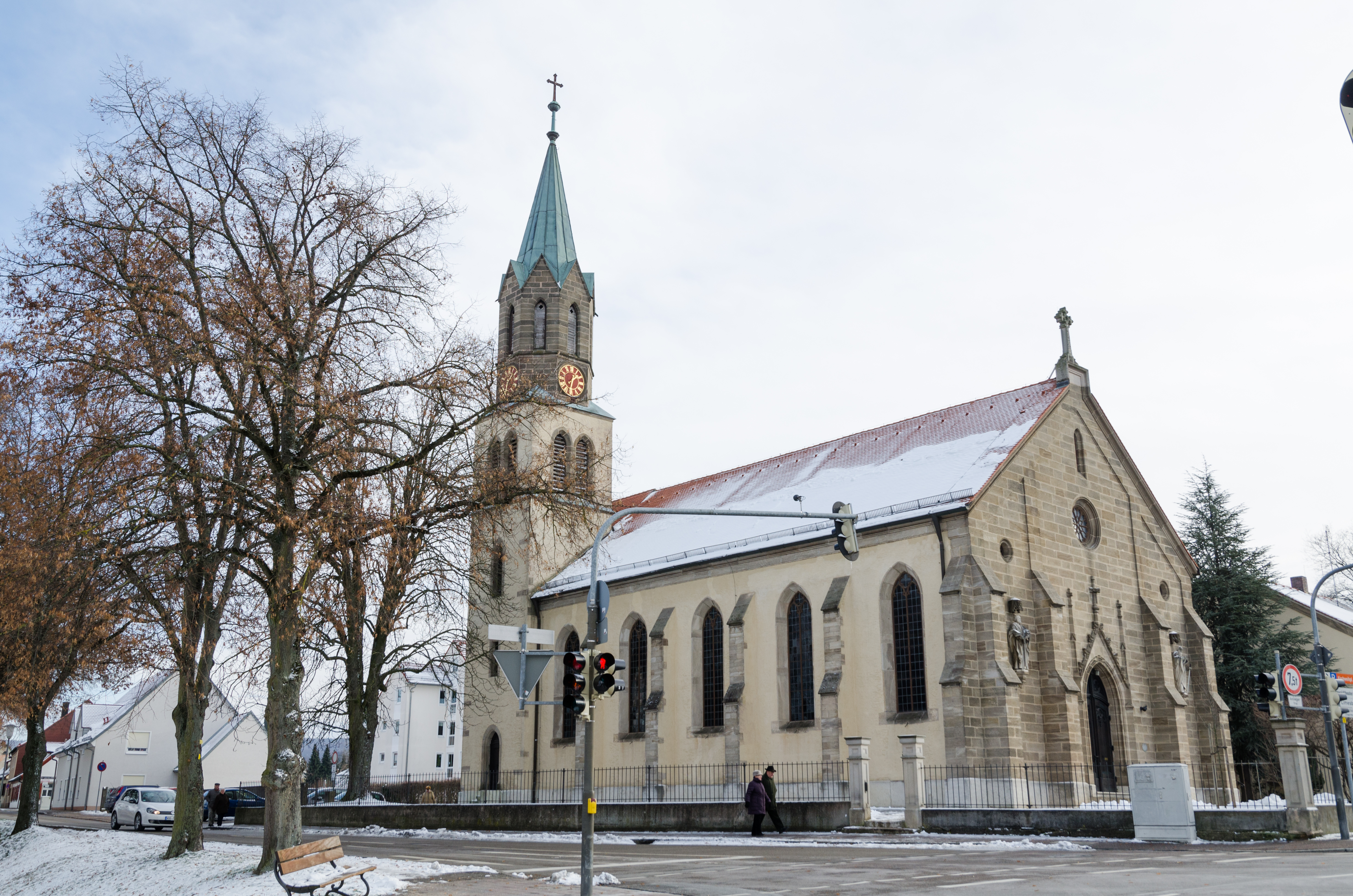
Willibaldskirche

Die St.-Willibalds-Kirche ist eine römisch-katholische Kirche in Weißenburg in Bayern im mittelfränkischen Landkreis Weißenburg-Gunzenhausen. Kirchenpatron ist der heilige Willibald von Eichstätt. Das Gebäude ist unter der Denkmalnummer D-5-77-177-173 als Baudenkmal in die Bayerische Denkmalliste eingetragen.
Die Willibaldskirche befindet sich vor den Mauern der denkmalgeschützten Altstadt Weißenburgs, direkt am Einmündungspunkt von Südlicher Ringstraße und Holzgasse in die Augsburger Straße. Die postalische Adresse lautet Holzgasse 1.

## Geschichte
In die seit der Reformation rein evangelische Stadt Weißenburg zogen im 19. Jahrhundert immer mehr Katholiken, weshalb man 1869 mit dem Bau der neugotischen Willibaldskirche begann. Der Architekt war Wilhelm Langenfaß. Vorbild war die St.-Marien-Kirche in Göppingen. Im September 1871 weihte der Eichstätter Bischof Franz Leopold von Leonrod die Kirche. 1938 bis 1940 fanden umfangreiche Renovierungsarbeiten statt, wobei die ursprünglichen Wandbilder übertüncht wurden. Weitere Renovierungen und Restaurierungen erfolgten 1961 und 1978 bis 1980.

## Einrichtung und Baubeschreibung
Das Hauptportal wird von den baldachinbekrönten Figuren der Apostel Petrus und Paulus flankiert. Zwei Ingolstädter Gemälde aus dem 16. Jahrhundert befinden sich in den Seitenaltären. 1937 erwarb die Kirchengemeinde einen spätgotischen Flügelaltar aus Nürnberg, der 1939 als Hochaltar aufgestellt wurde. Das Bild des Altars zeigt die Kreuzigung Christi. Vor der Nordwand stehen eine Willibalds- und eine Walburgafigur. Die Kreuzwegbilder stammen aus dem 18. Jahrhundert. Die Orgel wurde 1940 von Bischof Michael Rackl geweiht.
Die neugotische Hallenkirche besitzt eine steinsichtige Westfassade sowie einen Chorflankenturm, der von einem Spitzhelm gekrönt wird. Die Garteneinfriedung ist aus dem Jahr 1894.